# Tour de l'Ain 2022
La 34.ª edición de la competición ciclista Tour de l'Ain fue una carrera de ciclismo en ruta por etapas que se celebró entre el 9 al 11 de agosto de 2022 en Francia, con inicio en Châtillon-sur-Chalaronne y final en el alto del Lélex sobre un recorrido de 422,3 kilómetros.
La carrera formó parte del UCI Europe Tour 2022, calendario ciclístico de los Circuitos Continentales UCI, dentro de la categoría 2.1 y fue ganada por el francés Guillaume Martin del Cofidis. Completaron el podio, como segundo y tercer clasificado respectivamente, el danés Mattias Skjelmose Jensen del Trek-Segafredo y el francés Rudy Molard del Groupama-FDJ.

## Equipos participantes
Tomaron parte en la carrera 20 equipos de los cuales 9 fueron equipos de categoría UCI WorldTeam, 4 de categoría UCI ProTeam, 6 de categoría Continental y 1 selección nacional, quienes formaron un pelotón de 119 ciclistas de los que terminaron 86. Los equipos participantes fueron:
| WorldTeams (9)- AG2R Citroën Team - Cofidis - EF Education-EasyPost - Groupama-FDJ - Lotto-Soudal - Movistar Team - Quick-Step Alpha Vinyl - Trek-Segafredo - UAE Team Emirates ProTeams (4)- Arkéa-Samsic - B&B Hotels-KTM - Eolo-Kometa - TotalEnergies Equipos continentales (6)- Go Sport-Roubaix Lille Métropole - Nice Métropole Côte d'Azur - Riwal - Saint Michel-Auber 93 - UC Nantes Atlantique - Astana Qazaqstan Development Team Equipo nacional- Alemania sub-23 |
| |

## Recorrido
| Etapa     | Fecha     | Recorrido                                | type                   | Distancia (km) | Desnivel (m) | Ganador          | Líder            |
| --------- | --------- | ---------------------------------------- | ---------------------- | -------------- | ------------ | ---------------- | ---------------- |
| 1.ª etapa | 9 de ago  | Châtillon-sur-Chalaronne – Val-Revermont | etapa llana            | 150,9          | 1210 m       | Jake Stewart     | Jake Stewart     |
| 2.ª etapa | 10 de ago | Saint-Vulbas – Lagnieu                   | etapa de media montaña | 142,5          | 2679 m       | Guillaume Martin | Guillaume Martin |
| 3.ª etapa | 11 de ago | Plateau d'Hauteville – Monts Jura        | etapa de montaña       | 128,9          | 3214 m       | Antonio Pedrero  | Guillaume Martin |

## Desarrollo de la carrera

### 1.ª etapa
| Châtillon-sur-Chalaronne - Val-Revermont | etapa llana | (150,9 km) |

| \| Clasificación de la etapa \| Clasificación de la etapa \| Clasificación de la etapa \| Clasificación de la etapa \| Clasificación de la etapa \| \| Ciclista \| Ciclista \| Equipo \| Tiempo \| \| \| ------------------------- \| ------------------------- \| ------------------------- \| ------------------------- \| ------------------------- \| \| 1.º \| Jake Stewart \| Groupama-FDJ \| 3 h 19 min 45 s \| \| \| 2.º \| Romain Cardis \| Saint Michel-Auber 93 \| + 0 s \| \| \| 3.º \| Stan Van Tricht \| Quick-Step Alpha Vinyl \| + 0 s \| \| \| 4.º \| Geoffrey Soupe \| TotalEnergies \| + 0 s \| \| \| 5.º \| Axel Mariault \| Team U Nantes Atlantique \| + 0 s \| \| \| 6.º \| Mattias Skjelmose \| Trek-Segafredo \| + 0 s \| \| \| 7.º \| Clément Venturini \| AG2R Citroën Team \| + 0 s \| \| \| 8.º \| Pierre-Pascal Keup \| Team Lotto-Kern Haus \| + 0 s \| \| \| 9.º \| Andrea Piccolo \| EF Education-EasyPost \| + 0 s \| \| \| 10.º \| Ryan Gibbons \| UAE Team Emirates \| + 0 s \| \| |                    |                          |                 |
| |                    |                          |                 |
| Fuentes: ProCyclingStats Cycling Archives |                    |                          |                 |
| Clasificación de la etapa |                    |                          |                 |
| Ciclista | Ciclista           | Equipo                   | Tiempo          |
| 1.º | Jake Stewart       | Groupama-FDJ             | 3 h 19 min 45 s |
| 2.º | Romain Cardis      | Saint Michel-Auber 93    | + 0 s           |
| 3.º | Stan Van Tricht    | Quick-Step Alpha Vinyl   | + 0 s           |
| 4.º | Geoffrey Soupe     | TotalEnergies            | + 0 s           |
| 5.º | Axel Mariault      | Team U Nantes Atlantique | + 0 s           |
| 6.º | Mattias Skjelmose  | Trek-Segafredo           | + 0 s           |
| 7.º | Clément Venturini  | AG2R Citroën Team        | + 0 s           |
| 8.º | Pierre-Pascal Keup | Team Lotto-Kern Haus     | + 0 s           |
| 9.º | Andrea Piccolo     | EF Education-EasyPost    | + 0 s           |
| 10.º | Ryan Gibbons       | UAE Team Emirates        | + 0 s           |

| \| Clasificación general \| Clasificación general \| Clasificación general \| Clasificación general \| Clasificación general \| \| Ciclista \| Ciclista \| Equipo \| Tiempo \| \| \| --------------------- \| --------------------- \| ------------------------ \| --------------------- \| --------------------- \| \| 1.º \| Jake Stewart \| Groupama-FDJ \| 3 h 19 min 35 s \| \| \| 2.º \| Romain Cardis \| Saint Michel-Auber 93 \| + 4 s \| \| \| 3.º \| Stan Van Tricht \| Quick-Step Alpha Vinyl \| + 6 s \| \| \| 4.º \| Geoffrey Soupe \| TotalEnergies \| + 10 s \| \| \| 5.º \| Axel Mariault \| Team U Nantes Atlantique \| + 10 s \| \| \| 6.º \| Mattias Skjelmose \| Trek-Segafredo \| + 10 s \| \| \| 7.º \| Clément Venturini \| AG2R Citroën Team \| + 10 s \| \| \| 8.º \| Pierre-Pascal Keup \| Team Lotto-Kern Haus \| + 10 s \| \| \| 9.º \| Andrea Piccolo \| EF Education-EasyPost \| + 10 s \| \| \| 10.º \| Ryan Gibbons \| UAE Team Emirates \| + 10 s \| \| |                    |                          |                 |
| |                    |                          |                 |
| Fuentes: ProCyclingStats Cycling Archives |                    |                          |                 |
| Clasificación general |                    |                          |                 |
| Ciclista | Ciclista           | Equipo                   | Tiempo          |
| 1.º | Jake Stewart       | Groupama-FDJ             | 3 h 19 min 35 s |
| 2.º | Romain Cardis      | Saint Michel-Auber 93    | + 4 s           |
| 3.º | Stan Van Tricht    | Quick-Step Alpha Vinyl   | + 6 s           |
| 4.º | Geoffrey Soupe     | TotalEnergies            | + 10 s          |
| 5.º | Axel Mariault      | Team U Nantes Atlantique | + 10 s          |
| 6.º | Mattias Skjelmose  | Trek-Segafredo           | + 10 s          |
| 7.º | Clément Venturini  | AG2R Citroën Team        | + 10 s          |
| 8.º | Pierre-Pascal Keup | Team Lotto-Kern Haus     | + 10 s          |
| 9.º | Andrea Piccolo     | EF Education-EasyPost    | + 10 s          |
| 10.º | Ryan Gibbons       | UAE Team Emirates        | + 10 s          |

### 2.ª etapa
| Saint-Vulbas - Lagnieu | etapa de media montaña | (142,5 km) |

| \| Clasificación de la etapa \| Clasificación de la etapa \| Clasificación de la etapa \| Clasificación de la etapa \| Clasificación de la etapa \| \| Ciclista \| Ciclista \| Equipo \| Tiempo \| \| \| ------------------------- \| ------------------------- \| ------------------------- \| ------------------------- \| ------------------------- \| \| 1.º \| Guillaume Martin \| Cofidis \| 3 h 44 min 49 s \| \| \| 2.º \| Mattias Skjelmose \| Trek-Segafredo \| + 2 s \| \| \| 3.º \| Rudy Molard \| Groupama-FDJ \| + 2 s \| \| \| 4.º \| Mauri Vansevenant \| Quick-Step Alpha Vinyl \| + 2 s \| \| \| 5.º \| Jaakko Hänninen \| AG2R Citroën Team \| + 2 s \| \| \| 6.º \| Iván Ramiro Sosa \| Movistar Team \| + 2 s \| \| \| 7.º \| Sébastien Reichenbach \| Groupama-FDJ \| + 10 s \| \| \| 8.º \| George Bennett \| UAE Team Emirates \| + 44 s \| \| \| 9.º \| Julian Alaphilippe \| Quick-Step Alpha Vinyl \| + 1 min 11 s \| \| \| 10.º \| Geoffrey Bouchard \| AG2R Citroën Team \| + 1 min 23 s \| \| |                       |                        |                 |
| |                       |                        |                 |
| Fuentes: ProCyclingStats Cycling Archives |                       |                        |                 |
| Clasificación de la etapa |                       |                        |                 |
| Ciclista | Ciclista              | Equipo                 | Tiempo          |
| 1.º | Guillaume Martin      | Cofidis                | 3 h 44 min 49 s |
| 2.º | Mattias Skjelmose     | Trek-Segafredo         | + 2 s           |
| 3.º | Rudy Molard           | Groupama-FDJ           | + 2 s           |
| 4.º | Mauri Vansevenant     | Quick-Step Alpha Vinyl | + 2 s           |
| 5.º | Jaakko Hänninen       | AG2R Citroën Team      | + 2 s           |
| 6.º | Iván Ramiro Sosa      | Movistar Team          | + 2 s           |
| 7.º | Sébastien Reichenbach | Groupama-FDJ           | + 10 s          |
| 8.º | George Bennett        | UAE Team Emirates      | + 44 s          |
| 9.º | Julian Alaphilippe    | Quick-Step Alpha Vinyl | + 1 min 11 s    |
| 10.º | Geoffrey Bouchard     | AG2R Citroën Team      | + 1 min 23 s    |

| \| Clasificación general \| Clasificación general \| Clasificación general \| Clasificación general \| Clasificación general \| \| Ciclista \| Ciclista \| Equipo \| Tiempo \| \| \| --------------------- \| --------------------- \| ---------------------- \| --------------------- \| --------------------- \| \| 1.º \| Guillaume Martin \| Cofidis \| 7 h 04 min 24 s \| \| \| 2.º \| Mattias Skjelmose \| Trek-Segafredo \| + 6 s \| \| \| 3.º \| Rudy Molard \| Groupama-FDJ \| + 8 s \| \| \| 4.º \| Mauri Vansevenant \| Quick-Step Alpha Vinyl \| + 12 s \| \| \| 5.º \| Iván Ramiro Sosa \| Movistar Team \| + 12 s \| \| \| 6.º \| Jaakko Hänninen \| AG2R Citroën Team \| + 12 s \| \| \| 7.º \| Sébastien Reichenbach \| Groupama-FDJ \| + 20 s \| \| \| 8.º \| George Bennett \| UAE Team Emirates \| + 54 s \| \| \| 9.º \| Julian Alaphilippe \| Quick-Step Alpha Vinyl \| + 1 min 21 s \| \| \| 10.º \| Gianluca Brambilla \| Trek-Segafredo \| + 1 min 33 s \| \| |                       |                        |                 |
| |                       |                        |                 |
| Fuentes: ProCyclingStats Cycling Archives |                       |                        |                 |
| Clasificación general |                       |                        |                 |
| Ciclista | Ciclista              | Equipo                 | Tiempo          |
| 1.º | Guillaume Martin      | Cofidis                | 7 h 04 min 24 s |
| 2.º | Mattias Skjelmose     | Trek-Segafredo         | + 6 s           |
| 3.º | Rudy Molard           | Groupama-FDJ           | + 8 s           |
| 4.º | Mauri Vansevenant     | Quick-Step Alpha Vinyl | + 12 s          |
| 5.º | Iván Ramiro Sosa      | Movistar Team          | + 12 s          |
| 6.º | Jaakko Hänninen       | AG2R Citroën Team      | + 12 s          |
| 7.º | Sébastien Reichenbach | Groupama-FDJ           | + 20 s          |
| 8.º | George Bennett        | UAE Team Emirates      | + 54 s          |
| 9.º | Julian Alaphilippe    | Quick-Step Alpha Vinyl | + 1 min 21 s    |
| 10.º | Gianluca Brambilla    | Trek-Segafredo         | + 1 min 33 s    |

### 3.ª etapa
| Plateau d'Hauteville - Monts Jura | etapa de montaña | (128,9 km) |

| \| Clasificación de la etapa \| Clasificación de la etapa \| Clasificación de la etapa \| Clasificación de la etapa \| Clasificación de la etapa \| \| Ciclista \| Ciclista \| Equipo \| Tiempo \| \| \| ------------------------- \| ------------------------- \| ------------------------- \| ------------------------- \| ------------------------- \| \| 1.º \| Antonio Pedrero \| Movistar Team \| 3 h 28 min 40 s \| \| \| 2.º \| Harry Sweeny \| Lotto-Soudal \| + 1 min 18 s \| \| \| 3.º \| George Bennett \| UAE Team Emirates \| + 1 min 18 s \| \| \| 4.º \| Mattias Skjelmose \| Trek-Segafredo \| + 1 min 39 s \| \| \| 5.º \| Rudy Molard \| Groupama-FDJ \| + 1 min 39 s \| \| \| 6.º \| Sébastien Reichenbach \| Groupama-FDJ \| + 1 min 39 s \| \| \| 7.º \| Guillaume Martin \| Cofidis \| + 1 min 39 s \| \| \| 8.º \| Jaakko Hänninen \| AG2R Citroën Team \| + 1 min 39 s \| \| \| 9.º \| Valentin Paret-Peintre \| AG2R Citroën Team \| + 1 min 58 s \| \| \| 10.º \| Rémy Rochas \| Cofidis \| + 3 min 21 s \| \| |                        |                   |                 |
| |                        |                   |                 |
| Fuentes: ProCyclingStats Cycling Archives |                        |                   |                 |
| Clasificación de la etapa |                        |                   |                 |
| Ciclista | Ciclista               | Equipo            | Tiempo          |
| 1.º | Antonio Pedrero        | Movistar Team     | 3 h 28 min 40 s |
| 2.º | Harry Sweeny           | Lotto-Soudal      | + 1 min 18 s    |
| 3.º | George Bennett         | UAE Team Emirates | + 1 min 18 s    |
| 4.º | Mattias Skjelmose      | Trek-Segafredo    | + 1 min 39 s    |
| 5.º | Rudy Molard            | Groupama-FDJ      | + 1 min 39 s    |
| 6.º | Sébastien Reichenbach  | Groupama-FDJ      | + 1 min 39 s    |
| 7.º | Guillaume Martin       | Cofidis           | + 1 min 39 s    |
| 8.º | Jaakko Hänninen        | AG2R Citroën Team | + 1 min 39 s    |
| 9.º | Valentin Paret-Peintre | AG2R Citroën Team | + 1 min 58 s    |
| 10.º | Rémy Rochas            | Cofidis           | + 3 min 21 s    |

## Clasificaciones finales
Las clasificaciones finalizaron de la siguiente forma:

### Clasificación general
| \| Clasificación general \| Clasificación general \| Clasificación general \| Clasificación general \| Clasificación general \| \| Ciclista \| Ciclista \| Equipo \| Tiempo \| \| \| --------------------- \| --------------------- \| ---------------------- \| --------------------- \| --------------------- \| \| 1.º \| Guillaume Martin \| Cofidis \| 10 h 34 min 43 s \| \| \| 2.º \| Mattias Skjelmose \| Trek-Segafredo \| + 6 s \| \| \| 3.º \| Rudy Molard \| Groupama-FDJ \| + 8 s \| \| \| 4.º \| Jaakko Hänninen \| AG2R Citroën Team \| + 12 s \| \| \| 5.º \| Antonio Pedrero \| Movistar Team \| + 17 s \| \| \| 6.º \| Sébastien Reichenbach \| Groupama-FDJ \| + 20 s \| \| \| 7.º \| George Bennett \| UAE Team Emirates \| + 29 s \| \| \| 8.º \| Mauri Vansevenant \| Quick-Step Alpha Vinyl \| + 1 min 54 s \| \| \| 9.º \| Gianluca Brambilla \| Trek-Segafredo \| + 3 min 15 s \| \| \| 10.º \| Anthony Delaplace \| Arkéa-Samsic \| + 3 min 15 s \| \| |                       |                        |                  |
| |                       |                        |                  |
| Fuentes: ProCyclingStats Cycling Quotient Cycling Archives |                       |                        |                  |
| Clasificación general |                       |                        |                  |
| Ciclista | Ciclista              | Equipo                 | Tiempo           |
| 1.º | Guillaume Martin      | Cofidis                | 10 h 34 min 43 s |
| 2.º | Mattias Skjelmose     | Trek-Segafredo         | + 6 s            |
| 3.º | Rudy Molard           | Groupama-FDJ           | + 8 s            |
| 4.º | Jaakko Hänninen       | AG2R Citroën Team      | + 12 s           |
| 5.º | Antonio Pedrero       | Movistar Team          | + 17 s           |
| 6.º | Sébastien Reichenbach | Groupama-FDJ           | + 20 s           |
| 7.º | George Bennett        | UAE Team Emirates      | + 29 s           |
| 8.º | Mauri Vansevenant     | Quick-Step Alpha Vinyl | + 1 min 54 s     |
| 9.º | Gianluca Brambilla    | Trek-Segafredo         | + 3 min 15 s     |
| 10.º | Anthony Delaplace     | Arkéa-Samsic           | + 3 min 15 s     |

### Clasificación de la montaña
| Clasificación de la montaña | Clasificación de la montaña | Clasificación de la montaña | Clasificación de la montaña | Clasificación de la montaña |
| Ciclista                    | Ciclista                    | Equipo                      | Puntos                      |                             |
| --------------------------- | --------------------------- | --------------------------- | --------------------------- | --------------------------- |
| 1.º                         | Hannes Wilksch              | Development Team DSM        | 42 pts                      |                             |
| 2.º                         | Antonio Pedrero             | Movistar Team               | 33 pts                      |                             |
| 3.º                         | Louis Richard               | Team U Nantes Atlantique    | 25 pts                      |                             |
| 4.º                         | Julian Alaphilippe          | Quick-Step Alpha Vinyl      | 23 pts                      |                             |
| 5.º                         | Mattias Skjelmose           | Trek-Segafredo              | 18 pts                      |                             |
| 6.º                         | George Bennett              | UAE Team Emirates           | 16 pts                      |                             |
| 7.º                         | Rémy Rochas                 | Cofidis                     | 10 pts                      |                             |
| 8.º                         | Iván Ramiro Sosa            | Movistar Team               | 10 pts                      |                             |
| 9.º                         | Guillaume Martin            | Cofidis                     | 9 pts                       |                             |
| 10.º                        | Stefan Bissegger            | EF Education-EasyPost       | 8 pts                       |                             |

### Clasificación de los puntos
| Clasificación por puntos | Clasificación por puntos | Clasificación por puntos | Clasificación por puntos | Clasificación por puntos |
| Ciclista                 | Ciclista                 | Equipo                   | Puntos                   |                          |
| ------------------------ | ------------------------ | ------------------------ | ------------------------ | ------------------------ |
| 1.º                      | Mattias Skjelmose        | Trek-Segafredo           | 44 pts                   |                          |
| 2.º                      | Guillaume Martin         | Cofidis                  | 34 pts                   |                          |
| 3.º                      | Rudy Molard              | Groupama-FDJ             | 28 pts                   |                          |
| 4.º                      | Antonio Pedrero          | Movistar Team            | 25 pts                   |                          |
| 5.º                      | Jake Stewart             | Groupama-FDJ             | 25 pts                   |                          |
| 6.º                      | George Bennett           | UAE Team Emirates        | 24 pts                   |                          |
| 7.º                      | Jaakko Hänninen          | AG2R Citroën Team        | 20 pts                   |                          |
| 8.º                      | Harry Sweeny             | Lotto-Soudal             | 20 pts                   |                          |
| 9.º                      | Romain Cardis            | Saint Michel-Auber 93    | 20 pts                   |                          |
| 10.º                     | Sébastien Reichenbach    | Groupama-FDJ             | 19 pts                   |                          |

### Clasificación de los jóvenes
| Clasificación del mejor joven | Clasificación del mejor joven | Clasificación del mejor joven     | Clasificación del mejor joven | Clasificación del mejor joven |
| Ciclista                      | Ciclista                      | Equipo                            | Tiempo                        |                               |
| ----------------------------- | ----------------------------- | --------------------------------- | ----------------------------- | ----------------------------- |
| 1.º                           | Mattias Skjelmose             | Trek-Segafredo                    | 10 h 34 min 49 s              |                               |
| 2.º                           | Mauri Vansevenant             | Quick-Step Alpha Vinyl            | + 1 min 48 s                  |                               |
| 3.º                           | Alessandro Fancellu           | Eolo-Kometa                       | + 4 min 56 s                  |                               |
| 4.º                           | Jordan Jegat                  | Team U Nantes Atlantique          | + 8 min 37 s                  |                               |
| 5.º                           | Nicolas Vinokourov            | Astana Qazaqstan Development Team | + 8 min 50 s                  |                               |
| 6.º                           | Hannes Wilksch                | Development Team DSM              | + 12 min 10 s                 |                               |
| 7.º                           | Maxime Chevalier              | B&B Hotels-KTM                    | + 14 min 19 s                 |                               |
| 8.º                           | Maximilien Juillard           | Go Sport-Roubaix Lille Métropole  | + 15 min 30 s                 |                               |
| 9.º                           | Ben Healy                     | EF Education-EasyPost             | + 15 min 41 s                 |                               |
| 10.º                          | Valentin Paret-Peintre        | AG2R Citroën Team                 | + 20 min 05 s                 |                               |

### Clasificación por equipos
| Clasificación por equipos | Clasificación por equipos | Clasificación por equipos | Clasificación por equipos |
| Equipo                    | Equipo                    | Tiempo                    |                           |
| ------------------------- | ------------------------- | ------------------------- | ------------------------- |
| 1.º                       | Trek-Segafredo            | 31 h 52 min 46 s          |                           |
| 2.º                       | AG2R Citroën Team         | + 1 min 42 s              |                           |
| 3.º                       | Groupama-FDJ              | + 7 min 38 s              |                           |
| 4.º                       | Cofidis                   | + 9 min 55 s              |                           |
| 5.º                       | Quick-Step Alpha Vinyl    | + 17 min 25 s             |                           |
| 6.º                       | UC Nantes Atlantique      | + 19 min 12 s             |                           |
| 7.º                       | Movistar Team             | + 21 min 27 s             |                           |
| 8.º                       | Arkéa-Samsic              | + 21 min 28 s             |                           |
| 9.º                       | TotalEnergies             | + 29 min 06 s             |                           |
| 10.º                      | Lotto-Soudal              | + 30 min 40 s             |                           |

## UCI World Ranking
El Tour de l'Ain otorgó puntos para el UCI World Ranking para corredores de los equipos en las categorías UCI WorldTeam, UCI ProTeam y Continental.